# 刘易 (宋朝)
劉易，北宋忻州（今山西省忻州市）人。
劉易博学好古，喜谈军事。韩琦知定州，向朝廷进献劉易所著《春秋论》，朝廷任命他为太学助教，并州州学说书，不愿屈志仕进，力辞。赵抃推荐他的行谊举止，朝廷赐号退安处士。尹洙、狄青都对他以礼相待。宋英宗治平末年，去世。